# Fietssnelweg F17

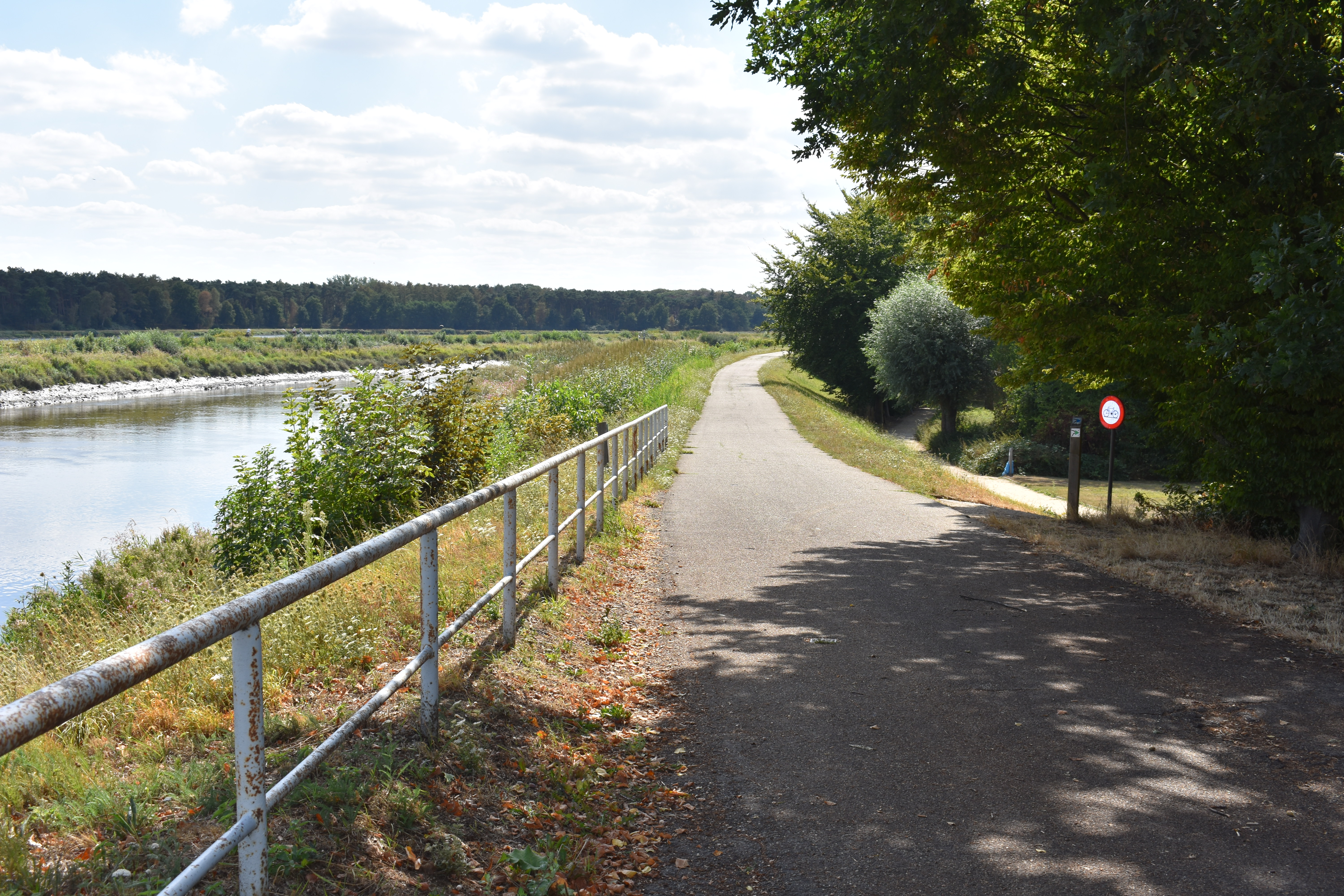

De fietssnelweg F17 (ook bekend als fietsostrade F17) is een fietsroute die Lier verbindt met Boom, over een afstand van 20 km.
De F17 was al in 2019 over de hele lengte befietsbaar: hij bestaat in feite uit een koppeling van meerdere reeds eerder aangelegde fietspaden.
Vanuit Lier vertrekt een fietspad vanaf het kruispunt Mechelsesteenweg/Sluislaan, langs de Afleidingsvaart van de Nete en verder richting Duffel over het jaagpad op de dijk langs de rechteroever van de schilderachtige Benedennete. De dijk is in beheer bij de De Vlaamse Waterweg. Even buiten Duffel kruist het pad spoorlijn 25 en de F1 Brussel-Mechelen-Antwerpen, en vervolgt dan richting Walem op de linkeroever van de Nete. Op weg naar Rumst kruist de F17 achtereenvolgens de N1 en de A1/E19. Bij Rumst steekt de F17 opnieuw de Nete over, en gaat verder over de rechteroever van wat intussen de Rupel is geworden, na de samenvloeiing met de Dijle. De route loopt dan via Terhagen tot Boom.
Via het station van Lier kan men aansluiten op de F11 naar Antwerpen en de F16 naar Lint. Daar is ook een aansluiting met de F103 naar Herentals en de F104 naar Aarschot gepland. Voorbij Duffel is er aansluiting met de F1 Brussel-Mechelen-Antwerpen, in Boom met de F13 naar Antwerpen, de F19 naar Dendermonde, de F23 naar Vilvoorde en de F28 naar Brussel.